# Selenicereus vagans
Selenicereus vagans är en kaktusväxtart som först beskrevs av Townshend Stith Brandegee, och fick sitt nu gällande namn av Nathaniel Lord Britton och Joseph Nelson Rose. Selenicereus vagans ingår i släktet Selenicereus och familjen kaktusväxter. Inga underarter finns listade i Catalogue of Life.

## Bildgalleri

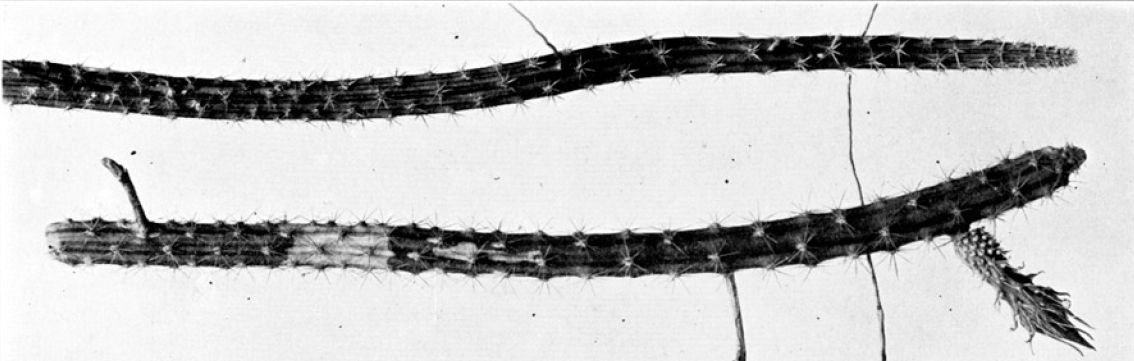